# Apogonia kunenensis
Apogonia kunenensis är en skalbaggsart som beskrevs av Marc Lacroix 2008. Apogonia kunenensis ingår i släktet Apogonia och familjen Melolonthidae. Inga underarter finns listade i Catalogue of Life.